# Nangade
Nangade es una villa y también uno de los dieciséis distritos que forman la provincia de Cabo Delgado en la zona septentrional de Mozambique, región fronteriza con Tanzania, entre las provincias de Niassa y de Nampula, región costera en el Océano Índico. 

## Características
Limita al norte con Tanzania, siendo la frontera internacional el río Rovuma, al oeste y al sur con el distrito de Mueda, al sur y al este con el distrito de Mocímboa da Praia, y al este con el de Palma.
Tiene una superficie de 3.031 km² y según datos oficiales de 1997 una población de 50.483 habitantes, lo cual arroja una densidad de 16,7 habitantes/km².

## División administrativa
Este distrito, formado por cinco localidades, se divide en dos puestos administrativos (posto administrativo), con la siguiente población censada en 2005:
- Nangade, sede, 30 797 (Litingina).
- Ntamba, 32 232 (Itanda, Mualela y Nambedo).